# Pappa tiberioupolis
Pappa (greco: Πάππα) era un'antica cittadina del Thema Frigia, nell'attuale Turchia centro-meridionale, corrispondente all'odierno villaggio di Yunuslar.

## Storia
Pappa o Tiberioupolis (talvolta in alcune fonti, Tiberiapolis, e Pappa-Tiberiopolis) fu una città della provincia romana della Frigia Pacatiana, menzionata da Tolomeo, Socrate of Constantinopoli e Ierocle.
All'epoca dell'imperatore Traiano godette del privilegio di battere moneta.

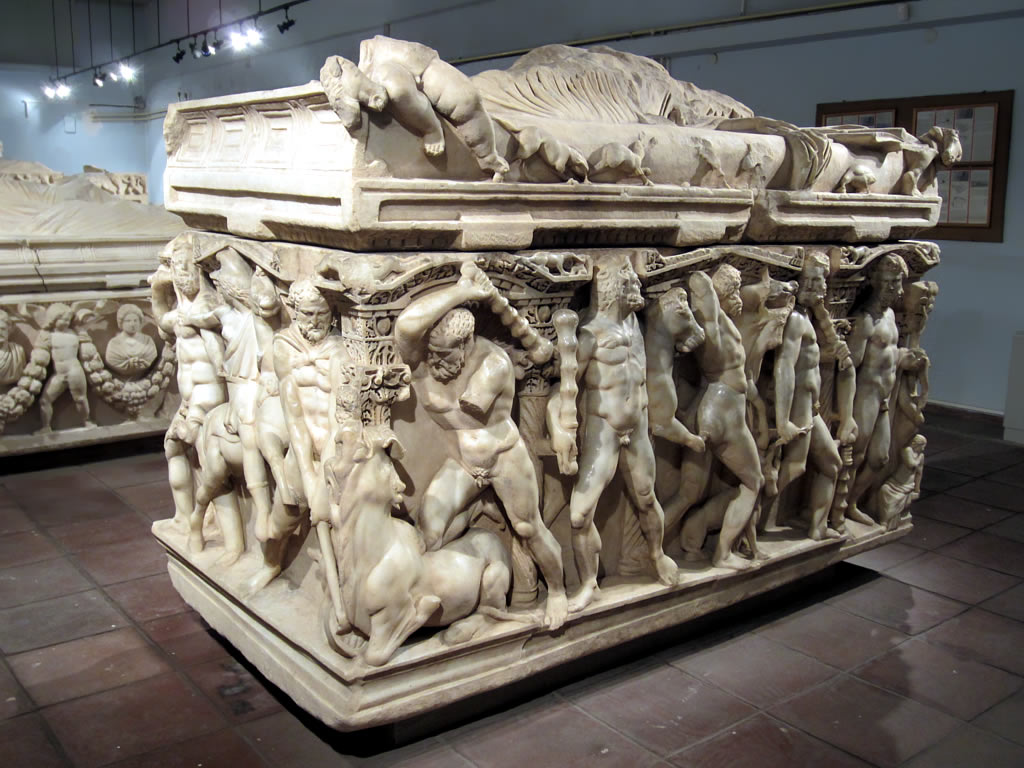
Roman Sarcophagus (2nd C AD)

Era situata nell'attuale villaggio di Yunuslar, distretto di Beyşehir, nella provincia di Konya, Turchia.. A Pappa venne scoperto il famoso sarcofago romano che mostra le dodici fatiche di Ercole adesso esposto al Museo Archeologico di Konya.
Venne cristianizzata molto presto. Qui, Niceforo, un presbitero a Tiberiopolis venne martirizzato nel 361 o 362, e più tardi canonizzato. La sua festa viene celebrata il 28 novembre.

## Vescovato
Il vescovato di Pappa-Tiberioupolis compare nel più antico Notitiae episcopatuum greco tra i vescovati suffraganei di Laodicea al Lico, capitale e sede metropolitana della tarda provincia romana di Frigia Pacatiana, ma nell'VIII secolo venne unito alla Diocesi di Ierapoli, capitale e sede metropolitana della Frigia Pacatiana Seconda, e come tale compare nelle Notitiae episcopatuum del Patriarcato Ecumenico di Costantinopoli fino al XIII secolo, quando l'area venne invasa e saccheggiata dai Turchi Selgiuchidi.
.